# Thomas Süssli

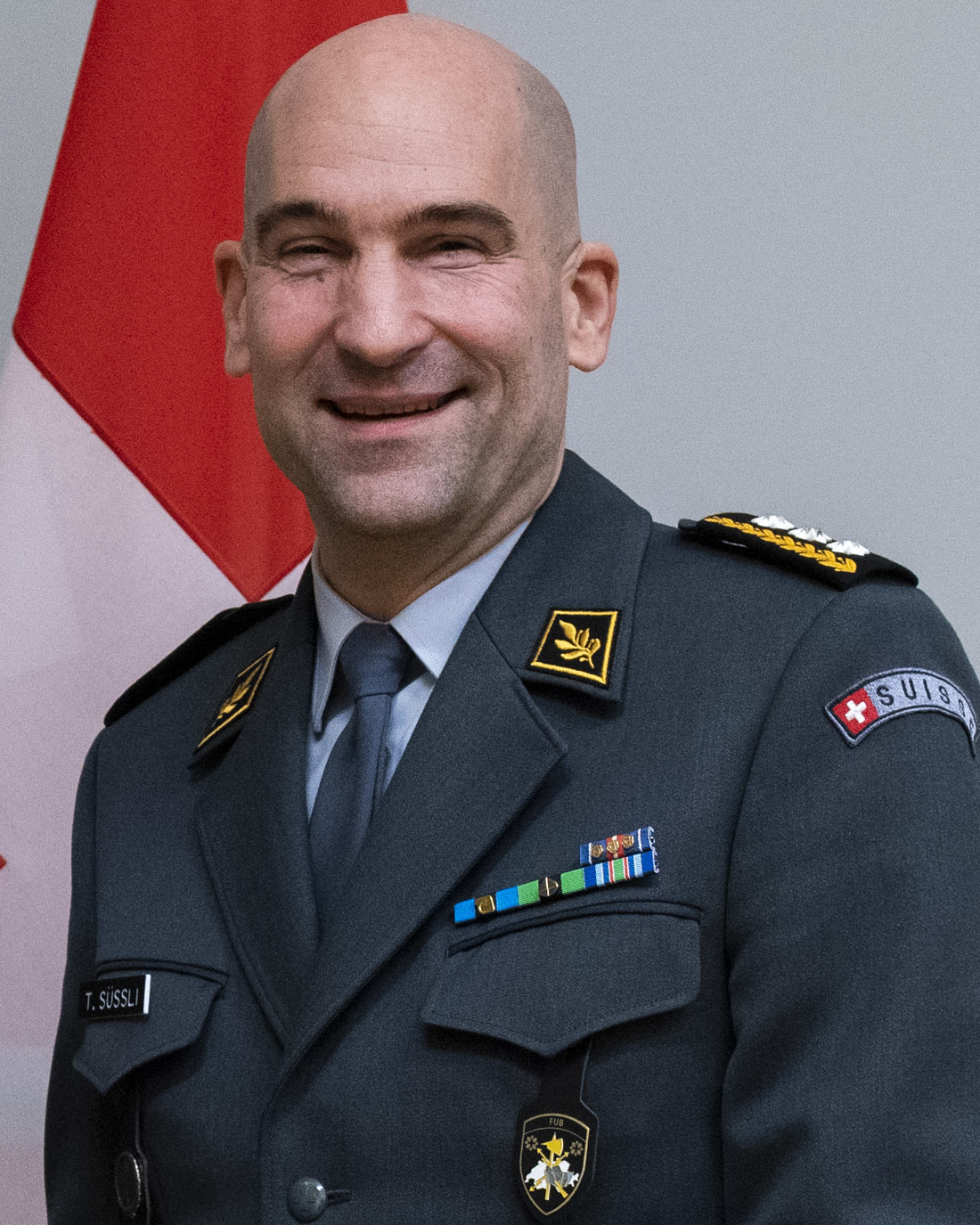
Chef der Armee und Korpskommandant Thomas Süssli 2019

Thomas Süssli (* 24. September 1966 in Zürich) ist ein Schweizer Berufsoffizier des Rangs Korpskommandant und Manager. Von Anfang 2020 bis Ende 2025 ist er Chef der Armee.

## Zivile Laufbahn
Thomas Süssli hat nach seiner Grundausbildung zum eidg. dipl. Programmierer/Analytiker (1992) eine Weiterbildung zum eidg. dipl. Wirtschaftsinformatiker (1994) durchlaufen. Im Jahr 2010 hat er zudem den Executive Master of Business Administration an der Hochschule für Technik und Wirtschaft (HTW) in Chur abgeschlossen. Von 1989 bis 2001 nahm er bei der UBS in Basel, Zürich und London verschiedene Funktionen wahr. Ab 2001 führte er bis 2007 als Unternehmer und Mitbesitzer die IFBS AG in Zürich. 
Von 2008 bis 2009 war er als Direktor im Investmentbanking der Bank Vontobel AG in Zürich verantwortlich für die Geschäftsentwicklung und den Vertrieb des Collateral-Trading-Angebots der Bank. Von 2009 bis 2011 nahm er die Funktion als Executive Direktor im Bereich Transaction Banking wahr. 2011 wechselte er zur Credit Suisse in Zürich und wurde Director im Bereich Global External Asset Managers. Im Oktober 2014 wurde er CEO von Vontobel Financial Products in Singapur. Dort war er verantwortlich für den Markteintritt der Bank Vontobel AG in Asien, bis er 2015 in das Berufsoffizierskorps eintrat.

## Militärische Laufbahn
In seiner Milizfunktion war er Kommandant der Sanitätskompanie 22 und des Spitalbataillons 5 der Felddivision 5. Ab 2008 war er im Stab der Logistikbrigade als Unterstabschef Logistik eingeteilt und zuletzt, bis Ende 2014, als Stellvertreter des Kommandanten. 2015 teilte das Eidgenössische Departement für Verteidigung, Bevölkerungsschutz und Sport mit, dass Thomas Süssli zum Kommandanten der Logistikbrigade 1 und gleichzeitig zum Brigadier befördert wird. Am 1. Januar 2018 wurde er zum Chef Führungsunterstützungsbasis der Armee und gleichzeitig zum Divisionär befördert. Per 1. Januar 2020 wurde Süssli Chef der Armee und zum Korpskommandanten befördert. Nach dem russischen Überfall auf die Ukraine im Jahr 2022 wünschte sich Süssli in Zukunft eine verstärkte Zusammenarbeit mit NATO und EU. Im Februar 2025 wurde bekannt, dass Süssli Ende Januar 2025 seine Kündigung als Armeechef eingereicht hat. Er werde noch bis Ende 2025 im Amt bleiben.
- 1995 Hauptmann, Kompaniekommandant einer mobilen Spitalkompanie
- 2000 Major im Generalstab, Generalstabsoffizier im Stab einer Territorialdivision
- 2004 Oberstleutnant im Generalstab, Bataillonskommandant eines Spitalbataillons
- 2008 Unterstabschef Logistik im Stab der Logistikbrigade
- 2012 Oberst im Generalstab, Stellvertretender Kommandant Logistikbrigade
- 2015 Brigadier, Kommandant Logistikbrigade
- 2018 Divisionär, Chef Führungsunterstützungsbasis FUB[3][4]
- 2020 Korpskommandant, Chef der Armee